# Вальдемарсудде
Вальдемарсудде (швед. Prins Eugens Waldemarsudde), в переводе со шведского «Мыс Вальдемара» — государственный художественный музей на острове Юргорден в Стокгольме (Швеция).
Занимает территорию виллы, построенной в 1903—1904 годах по проекту Фердинанда Буберга для принца Евгения (1865—1947), четвёртого сына короля Швеции Оскара II. Здание в стиле «северный модерн» с окружающим его пейзажным парком находится на южном берегу острова Юргорден и через фьорд Сальтшён Балтийского моря смотрит на столичный район Сёдермальм, а также пригородный муниципалитет Нака.

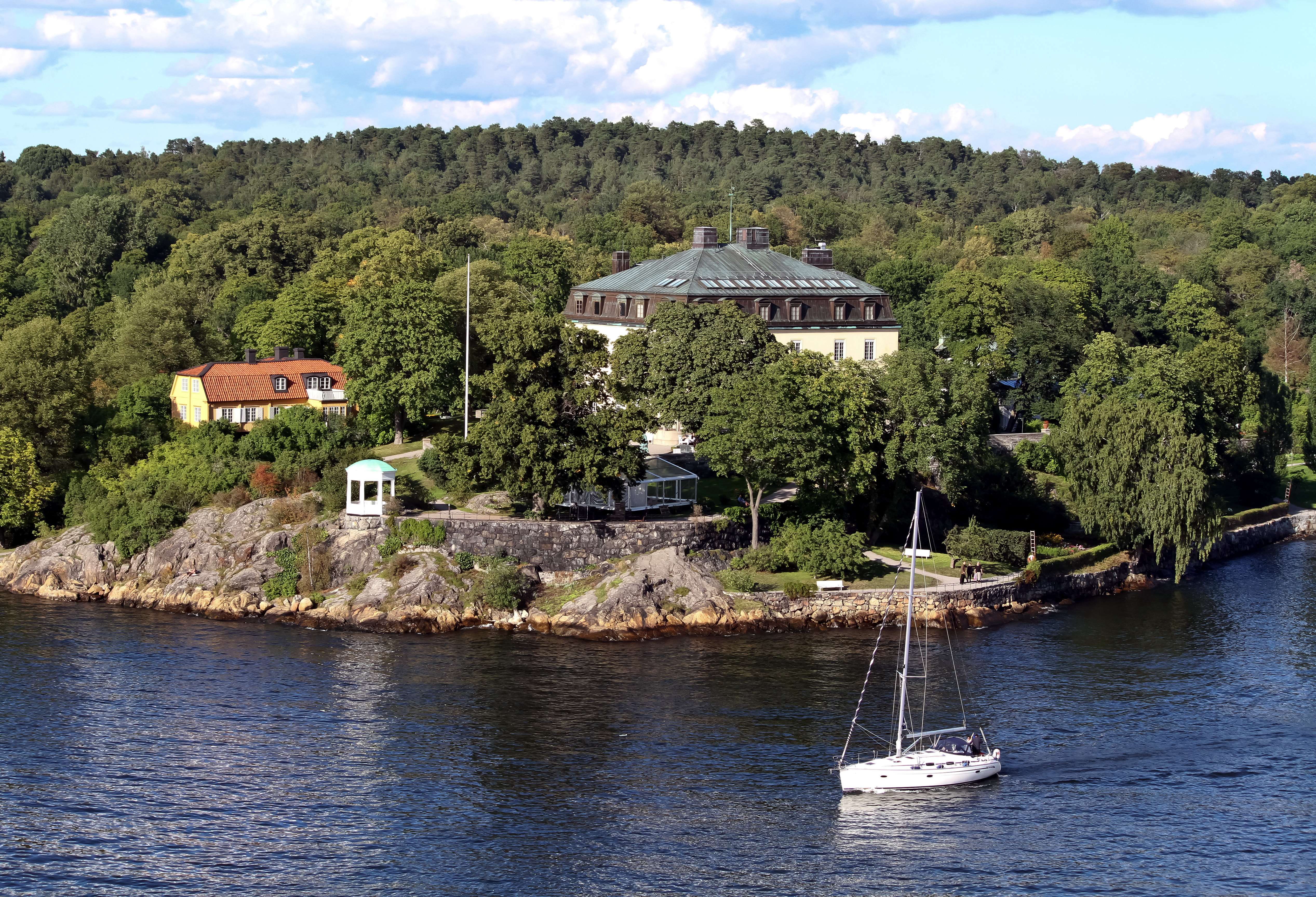
Вальдермасудде, вид с противоположного берега

Принц Евгений, коллекционер и меценат, сам был художником, и его картины сегодня украшают помещения виллы. Также здесь собрана коллекция картин других шведских живописцев. Сад украшают скульптуры работы Огюста Родена и Карла Миллеса, а также копии произведений, хранящихся в самых знаменитых музеях Европы, в частности в Лувре.
Сохранились внутренние интерьеры: кабинет хозяина, жилые комнаты, красивая столовая — все выдержанные в едином стиле «ар нуво». Помещения, которые занимал принц Евгений, сегодня сохраняются без изменений, а вот два верхних этажа виллы и в том числе личная студия первого владельца используются под временные выставки. Из окон открывается вид на озеро Меларен и на Стокгольм.
Имение Вальдемарсудде перешло в собственность государства после смерти своего основателя и первого владельца, который никогда не был женат и не имел детей, а потому завещал дом с усадьбой Швеции.